# Stazioni fantasma della metropolitana di Londra

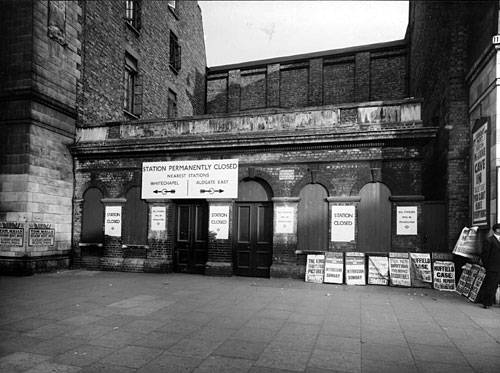
St. Mary's è un esempio di stazione fantasma della metrò londinese

Vengono definite fantasma le stazioni della metropolitana di Londra chiuse al pubblico per svariati motivi e non più (o mai) utilizzate. Tra le ragioni per le quali vennero chiuse (o non furono mai aperte) queste stazioni e piattaforme della metropolitana di Londra, bisogna elencare:
- un basso flusso passeggeri: la stazione era usata da un basso numero di persone, sia per questioni di posizionamento della stazione (York Road, ad esempio, era poco usata perché sita in una zona industriale molto povera) o altri motivi (per esempio gli scioperi della centrale elettrica di Lots Road, che fu la scintilla che fece pensare a una possibile chiusura della stazione di South Kentish Town);
- la vicinanza ad altre stazioni: molte stazioni chiusero dopo essere state considerate troppo vicine ad altre stazioni appena aperte al pubblico. Per esempio, la stazione di British Museum fu chiusa a causa della sua vicinanza a Holborn, ritenuta in una posizione più strategica rispetto a British Museum;
- la sostituzione con altre stazioni: per ragioni più o meno varie, alcune stazioni sono state sostituite con altre (per esempio, Park Royal & Twyford Abbey venne sostituita con la stazione di Park Royal);
- la modernizzazione delle stazioni: molto spesso ai tunnel, per adattarsi ai sempre più nuovi treni utilizzati dalla Tube, vennero adottate delle modifiche; per esempio furono allargati o furono attuate delle estensioni. Le modifiche tuttavia non si adattavano ai treni che venivano precedentemente usati in alcune stazioni; queste ultime vennero chiuse poiché il costo per adattarle ai nuovi tipi di treni era giudicato eccessivo.

## Introduzione
La metropolitana di Londra possiede molte stazioni in passato attive e successivamente abbandonate e chiuse al pubblico, oppure altre pianificate e mai costruite. Alcune stazioni finirono col chiudere per il troppo basso numero di passeggeri, altre per la costruzione di stazioni nelle immediate vicinanze, altre ancora per il reindirizzamento di linee o l'estensione di altre già esistenti, le rimanenti invece non vennero più gestite dalla metropolitana di Londra bensì dalla National Rail (nonostante queste ultime non facciano più parte dell'Underground sono ancora aperte). Poi ce ne sono alcune pianificate per far parte di nuove linee o di estensioni di linee già esistenti, ma vennero più tardi abbandonate senza alcuna apertura.
In alcune stazioni è ancora possibile vedere l'edificio che le ospitava, che in molti casi è stato abbandonato o utilizzato per altri scopi, mentre altri sono stati demoliti oppure ristrutturati. È curioso notare che l'interno delle stazioni chiuse, come nel caso di Aldwych, a volte viene riutilizzato per scopi cinematografici.

## Stazioni fantasma
| Stazione                       | Linea            | Apertura          | Chiusura          | Causa                                                |
| ------------------------------ | ---------------- | ----------------- | ----------------- | ---------------------------------------------------- |
| Aldwych                        | Piccadilly       | 30 novembre 1907  | 30 settembre 1994 | Vicolo cieco e costi troppo elevati per manutenzione |
| Blake Hall                     | Central          | 25 dicembre 1949  | 31 ottobre 1981   | Navetta con pochi passeggeri                         |
| British Museum                 | Central          | 30 luglio 1900    | 24 settembre 1933 | Vicinanza ad altre stazioni                          |
| Brompton Road                  | Piccadilly       | 15 dicembre 1906  | 30 luglio 1934    | Vicinanza ad altre stazioni                          |
| City Road                      | Northern         | 17 novembre 1901  | 8 agosto 1922     | Modernizzazione                                      |
| Down Street                    | Piccadilly       | 15 marzo 1907     | 21 maggio 1932    | Vicinanza ad altre stazioni                          |
| Hounslow Town                  | District         | 1º maggio 1883    | 1º maggio 1909    | Sostituzione con altra stazione                      |
| King William Street            | Northern         | 18 dicembre 1890  | 24 febbraio 1900  | Sostituzione del tunnel                              |
| Lord's                         | Metropolitan     | 13 aprile 1868    | 19 novembre 1939  | Basso numero di passeggeri                           |
| Mark Lane                      | District         | 6 ottobre 1884    | 4 febbraio 1967   | Sostituzione con altra stazione                      |
| Marlborough Road               | Metropolitan     | 13 aprile 1868    | 19 novembre 1939  | Rifacimento della ferrovia                           |
| North Weald                    | Central          | 25 dicembre 1949  | 30 settembre 1994 | Navetta con pochi passeggeri                         |
| Ongar                          | Central          | 25 dicembre 1949  | 30 settembre 1994 | Navetta con pochi passeggeri                         |
| Osterley Park and Spring Grove | District         | 1º maggio 1883    | 25 marzo 1934     | Sostituzione con altra stazione                      |
| Park Royal & Twyford Abbey     | Piccadilly       | 23 giugno 1903    | 5 luglio 1931     | Sostituzione con altra stazione                      |
| St. Mary's                     | District         | 1º ottobre 1884   | 30 aprile 1938    | Vicinanza ad altre stazioni                          |
| Shoreditch                     | East London Line | 10 aprile 1876    | 9 giugno 2006     | Sostituzione con altra stazione                      |
| South Kentish Town             | Northern         | 27 giugno 1907    | 5 giugno 1924     | Basso numero di passeggeri                           |
| Tower of London                | District         | 25 settembre 1882 | 12 ottobre 1884   | Sostituzione con altra stazione                      |
| Uxbridge Road                  | Metropolitan     | 1º novembre 1869  | 19 ottobre 1940   | Bombardamento nazista e abbandono della ferrovia     |
| Wood Lane                      | Central          | 14 maggio 1908    | 22 novembre 1947  | Sostituzione con altra stazione                      |
| Wood Lane                      | Metropolitan     | 1º maggio 1908    | 24 ottobre 1959   | Incendio e concorrenza di stazioni vicine            |
| York Road                      | Piccadilly       | 15 dicembre 1906  | 19 settembre 1932 | Basso numero di passeggeri                           |

Note
1. 1 2 3  Prima di essere convertite in stazioni della metropolitana erano delle stazioni ferroviarie sin dal 1º aprile 1865
2. ↑  La stazione, prima della sua chiusura definitiva, era già stata chiusa fra il 1886 e il 1903.
3. ↑  Dal 13 marzo 1933 e fino alla chiusura la stazione fu servita anche dalla Piccadilly Line.
4. ↑  La East London line non fa più parte della metropolitana di Londra ma è passata a far parte della London Overground.
5. ↑  Dal 23 novembre 1947 la stazione cambiò nome in White City.

## Banchine fantasma
Esistono anche delle banchine che, pur facendo parte di stazioni tuttora esistenti, aprirono per un certo periodo di tempo per poi essere chiuse ed abbandonate. Le banchine fantasma sono due:
| Stazione      | Banchina     | Apertura | Chiusura | Causa                                     |
| ------------- | ------------ | -------- | -------- | ----------------------------------------- |
| Swiss Cottage | Metropolitan | 1868     | 1940     | Chiusura di un tratto della metropolitana |
| Charing Cross | Jubilee      | 1979     | 2006     | Chiusura di un tratto della metropolitana |

### Swiss Cottage

Swiss Cottage è la seconda stazione partendo da Finchley Road.

La stazione di Swiss Cottage aveva delle piattaforme anche sulla linea Metropolitan, oggi chiuse.
Le piattaforme aprirono nel 1868 come il capolinea settentrionale della Metropolitan and St John's Wood Railway, una società che operava in un tratto della linea. Dopo poco tempo Swiss Cottage perse il ruolo di capolinea in quanto la linea si estese a nord raggiungendo il Middlesex, l'Hertfordshire e il Buckinghamshire.
Nel 1930 ci furono numerosi problemi che riguardavano la Metropolitan: la linea, infatti, soffriva di congestione soprattutto nel tratto meridionale e quindi i treni di tutte le diramazioni non sempre servivano il tratto fra Baker Street e Finchley Road. Per ridurre la congestione venne costruito un tunnel fra Finchley Road e le piattaforme di Baker Street sulla linea Bakerloo. La maggior parte dei treni che serviva la Metropolitan si trasferì così nei nuovi tunnel della Bakerloo a Baker Street, riducendo il numero di treni nella linea. La situazione precipitò quando la seconda guerra mondiale era alle porte; le piattaforme di Swiss Cottage sulla linea Metropolitan, dunque, furono chiuse a tempo indeterminato.

### Charing Cross
Charing Cross ebbe l'onore di essere il capolinea meridionale della linea Jubilee dopo l'apertura della stessa il 1º maggio 1979. Già poco dopo l'apertura delle piattaforme della stazione sulla Jubilee, però, si discuteva su una possibile estensione della linea fino al borough di Lewisham, nel sud-est della capitale. In seguito i tunnel vennero prolungati anche oltre la stazione di Charing Cross, fin quasi a raggiungere la stazione di Aldwych (oggi anch'essa stazione fantasma) che, secondo le previsioni, avrebbe dovuto essere la successiva fermata della linea. Charing Cross chiuse al pubblico le piattaforme sulla Jubilee quando, dopo la ristrutturazione dei London Docklands nell'East End, la linea fu estesa partendo da Green Park e raggiungendo Westminster, Waterloo e London Bridge, per poi servire anche le aree di Greenwich e dintorni.

## Progetti mai realizzati

### Stazioni
Ecco un elenco delle stazioni progettate (ma mai realizzate) della metropolitana di Londra:
| Stazione          | Linea                    | Progettata | Abbandonata | Causa                                                        |
| ----------------- | ------------------------ | ---------- | ----------- | ------------------------------------------------------------ |
| Alexandra Palace  | Northern                 | 1935       | 1954        | Fallimento del progetto Northern Heights.                    |
| Brockley Hill     | Northern                 | 1936       | 1953        | Fallimento del progetto Northern Heights.                    |
| Bushey Heath      | Northern                 | 1936       | 1949        | Fallimento del progetto Northern Heights.                    |
| Camberwell        | Bakerloo                 | 1931       | 1950        | Abbandono dell'estensione di Camberwell.                     |
| Cranley Gardens   | Northern                 | 1935       | 1954        | Fallimento del progetto Northern Heights.                    |
| Cricklewood       | Edgware Road Tube        | 1899       | 1908        | La compagnia non riuscì a reperire i fondi necessari.        |
| Crouch End        | Northern                 | 1935       | 1954        | Fallimento del progetto Northern Heights                     |
| Denham            | Central                  | 1937       | 1948        | Fallimento del progetto dell'estensione della linea Central. |
| Elstree South     | Northern                 | 1936       | 1949        | Fallimento del progetto Northern Heights                     |
| Emlyn Road        | Central                  | 1913       | 1919        | Abbandono dell'estensione di Richmond.                       |
| Ham'smith Grove   | Central                  | 1919       | 1920        | Abbandono dell'estensione di Richmond.                       |
| Harefield Road    | Central                  | 1937       | 1948        | Fallimento del progetto dell'estensione della linea Central. |
| Harrow Road       | Edgware Road Tube        | 1899       | 1908        | La compagnia non riuscì a reperire i fondi necessari.        |
| Heatfield Terrace | Central                  | 1913       | 1919        | L'estensione di Richmond fu abbandonata.                     |
| Kennington Cross  | City and Brixton Railway | 1898       | 1902        | La compagnia non riuscì a reperire i fondi necessari.        |
| Kilburn           | Edgware Road Tube        | 1899       | 1908        | La compagnia non riuscì a reperire i fondi necessari.        |
| Lambeth Road      | City and Brixton Railway | 1898       | 1902        | La compagnia non riuscì a reperire i fondi necessari.        |
| Lorn Road         | City and Brixton Railway | 1898       | 1902        | La compagnia non riuscì a reperire i fondi necessari.        |
| Ludgate Circus    | Jubilee                  | 1964       | 1980        | Cambiamento di piano del percorso della linea Jubilee.       |
| Mill Hill         | Northern                 | 1935       | 1954        | Fallimento del progetto Northern Heights.                    |
| Mushwell Hill     | Northern                 | 1935       | 1954        | Fallimento del progetto Northern Heights.                    |
| North End         | Northern                 | 1903       | 1906        | Previsto basso numero di passeggeri.                         |
| Paddenwick Road   | Central                  | 1913       | 1919        | Abbandono dell'estensione di Richmond.                       |
| Rylett Road       | Central                  | 1913       | 1919        | Abbandono dell'estensione di Richmond.                       |
| St. George's      | City and Brixton Railway | 1898       | 1902        | La compagnia non riuscì a reperire i fondi necessari.        |
| Stroud Green      | Northern                 | 1935       | 1954        | Fallimento del progetto Northern Heights.                    |
| Turnham Green     | Central                  | 1913       | 1919        | Abbandono dell'estensione di Richmond.                       |
| Walworth          | Bakerloo                 | 1931       | 1950        | Abbandono dell'estensione di Camberwell.                     |

### Banchine progettate
Nelle nuove linee o estensioni che erano state progettate erano incluse anche delle stazioni già esistenti. Per esempio, se l'estensione di Richmond fosse stata realizzata, la stazione di Richmond avrebbe conosciuto anche delle piattaforme sulla linea Central.
Ecco le piattaforme progettate:
| Stazione         | Piattaforma              | Progettata | Abbandonata | Causa                                                 |
| ---------------- | ------------------------ | ---------- | ----------- | ----------------------------------------------------- |
| Edgware Road     | Edgware Road Tube        | 1899       | 1908        | La compagnia non riuscì a reperire i fondi necessari. |
| Fenchurch Street | Jubilee                  | 1964       | 1989        | Cambiamento di piano del percorso della Jubilee.      |
| Hyde Park Corner | Edgware Road Tube        | 1899       | 1908        | La compagnia non riuscì a reperire i fondi necessari. |
| London Bridge    | City and Brixton Railway | 1899       | 1908        | La compagnia non riuscì a reperire i fondi necessari. |
| Marble Arch      | Edgware Road Tube        | 1899       | 1908        | La compagnia non riuscì a reperire i fondi necessari. |
| Oval             | City and Brixton Railway | 1899       | 1908        | La compagnia non riuscì a reperire i fondi necessari. |
| Richmond         | Central                  | 1913       | 1919        | Abbandono dell'omonima estensione.                    |
| Victoria         | Edgware Road Tube        | 1899       | 1908        | La compagnia non riuscì a reperire i fondi necessari. |

Bisogna osservare che la maggior parte delle stazioni precedentemente elencate erano comprese in un'estensione della linea già esistente (oppure in una nuova linea indipendente) e quindi il destino delle stazioni era legato a quello dei suddetti prolungamenti. Le estensioni, per numero di stazioni, sono:
- le cosiddette Northern Heights, un piano il cui scopo era quello di estendere la metropolitana nel nord londinese. Northern Heights (letteralmente Alture settentrionali) era composto da dieci stazioni, tutte sulla linea Northern.
- l'estensione di Richmond, che avrebbe dovuto introdurre otto stazioni sulla linea Central. Il capolinea dell'estensione era Richmond, una stazione oggi servita dalla linea District e dalla London Overground.
- la City and Brixton Railway, che di fatto era una nuova linea operante nella parte meridionale di Londra. Se fosse stata realizzata, la nuova linea avrebbe introdotto quattro nuove stazioni.
- la Edgware Road Tube, una nuova linea il cui nome proveniva dalla stazione Edgware Road. Avrebbe dovuto introdurre tre nuove stazioni.
- l'estensione di Camberwell, che avrebbe tolto alla stazione di Elephant & Castle il ruolo di capolinea meridionale della linea Bakerloo, introducendo le due nuove stazioni Walworth e Camberwell.
- l'estensione di Denham, che come quella di Camberwell comprendeva due stazioni: Denham e Harefield Road.

Solo due stazioni fra quelle precedentemente elencate non dipendevano da alcuna estensione o da una nuova linea: erano Ludgate Circus sulla linea Jubilee e North End, l'unica stazione progettata della Northern che non faceva parte della Northern Heights.